# Dizzy Miss Lizzy
Dizzy Miss Lizzy of Dizzy, Miss Lizzy is een rock-'n-rollnummer dat in 1958 is geschreven door de Amerikaanse zanger Larry Williams. Hij nam het in dat jaar zelf ook op en het kwam in 1958 uit als single, met als andere kant Slow down.  De Britse band The Beatles nam allebei de kanten van de single op, Slow down in 1964 en Dizzy Miss Lizzy in 1965. In 1965 nam de groep nog een Williams-nummer op: Bad boy. Dizzy Miss Lizzy kwam uit op het album Help!.

## Versie van Larry Williams
De ik-figuur is zo verliefd op zijn vriendin Miss Lizzy, dat ze hem duizelig maakt.
Het nummer werd op 19 februari 1958 opgenomen in de studio van Radio Recorders in Hollywood. Williams werd onder andere begeleid door Plas Johnson op tenorsaxofoon en Earl Palmer op drums.
De single van Larry Williams met Dizzy Miss Lizzy en Slow down haalde in de Billboard Hot 100, de Amerikaanse hitparade, de 69e plaats.
Een verzamelalbum met nummers van Larry Williams uit 1985 heet Dizzy Miss Lizzy.

## Versie van The Beatles
The Beatles hadden het nummer al vanaf hun beginjaren op hun repertoire. Ze namen het op 10 mei 1965 (10 mei was de verjaardag van Larry Williams) op voor hun Britse album Help! en hun Amerikaanse album Beatles VI, tegelijk met Bad boy. John Lennon trad als zanger op.
De bezetting was:
- John Lennon, zang (dubbel opgenomen), slaggitaar, hammondorgel
- Paul McCartney, basgitaar, elektrische piano
- George Harrison, sologitaar (dubbel opgenomen)
- Ringo Starr, drums, koebel

Er waren zeven ‘takes’ nodig voor de groep tevreden was. Het werd het laatste nummer op Help!, na Yesterday, waarmee het een opvallend contrast vormt.
Bad boy was een ander lot beschoren. Het nummer kwam, net als Dizzy Miss Lizzy, in juni 1965 uit op Beatles VI, maar niet op Help!. Bad boy kwam in het Verenigd Koninkrijk pas in december 1966 uit op het verzamelalbum A Collection of Beatles Oldies.
Dizzy Miss Lizzy staat niet op de Amerikaanse versie van Help!. In enkele landen, waaronder Nederland, was Dizzy Miss Lizzy de achterkant van de single Yesterday. In andere landen, waaronder de Verenigde Staten, was Act naturally de achterkant. Yesterday haalde onder anderen in de Verenigde Staten en Nederland de eerste plaats (zie Nummer 1-hits in de Billboard Hot 100 in 1965 en Lijst van nummer 1-hits in de Nederlandse Top 40 in 1965).
Een live-uitvoering van het nummer (opgenomen 26 mei 1965, uitgezonden 6 juni 1965) staat op Live at the BBC.

## Andere versies
- De Britse groep The Escorts bracht het nummer in 1964 uit als zijn eerste single.[8]
- The Plastic Ono Band bracht het nummer in 1969 live in Toronto. Het optreden is vastgelegd op het album Live Peace in Toronto 1969.[9]
- BZN nam het nummer op voor zijn album The Bastard van 1971.
- The Flying Lizards brachten het nummer in 1984 uit op single onder de licht gewijzigde titel Dizzy Miss Lizzie.[10] Het staat ook op hun album Top Ten uit hetzelfde jaar.[11]

De Deense band Dizzy Mizz Lizzy ontleent zijn naam aan het nummer.